# Osmia montana
Osmia montana är en biart som beskrevs av Cresson 1864. Osmia montana ingår i släktet murarbin, och familjen buksamlarbin. Inga underarter finns listade i Catalogue of Life.